# Szkukalek Igor
Szkukalek Igor (Dunaszerdahely, 1976. július 1. –) labdarúgó, aki az aktív játéktól 2010-ben visszavonult.

## Pályafutása
A MAGYARORSZÁGON TÖLTÖTT ÉVEK:
A FERENCVÁROSBAN:
- Az első szezon:

Szkukalek Igor 2001-ben a Drnovice csapatától kölcsönjátékosként az Üllői útra került. Jól sikerült az első idénye: a szezonban 26-szor lépett pályára, Csank Jánosnál és később Garami Józsefnél is állandó kezdőember volt, így nem volt meglepő, hogy egy évvel később a Fradi végleg megvásárolta a bal oldali középpályást. Szkukalek Igor hároméves megállapodást kötött a Ferencváros labdarúgócsapatával. A felvidéki magyar labdarúgót csábította az Újpest, Ladislav Molnár szerette volna, ha náluk folytatja, a Cottbushoz távozott Lőw helyére szemelte ki. A lila-fehérektől kedvezőbb ajánlatot kapott, mint a Ferencvárostól, ennek ellenére nemet mondott a szlovák trénernek. Igaz, a maradás nem csak rajta múlott, hanem a Ferencvároson is, hiszen a klub végül kifizette a Drnovicének a középpályásért kért összeget. Közel egy hónapig bizonytalan volt a helyzete, a cseh egyesület nem szívesen mondott le róla. Mivel komoly anyagi gondokkal küszködött a Drnovice (emiatt csak a III. ligába sorolták), ezért érthetően igyekeztek minél drágábban értékesíteni labdarúgójukat. Azt is kihasználták, hogy Igor korábban többször egyértelműen leszögezte, a Fradinál akar maradni. Mivel 2003 júniusáig érvényes megállapodás kötötte a szebb napokat látott csapathoz, így az engedélyük nélkül nem távozhatott. Már az is felmerült benne, hogy esetleg egy idényt ismét Csehországban tölt. Hosszas tárgyalások után végül megegyeztek a vezetők, s 200 ezer euróért az FTC játékosa lett.
- A második szezon:

Az FTC 26 éves nemesócsai futballistája igyekezett is meghálálni a bizalmat: a Nemzeti Sport osztályzatai alapján a 2002/2003–as magyar bajnokság őszi idényének harmadik legjobb bal oldali középpályása volt (5,647). Ezt a pozícióját megtartotta a szezon végén is mérkőzésenkénti 5,5-ös pontátlaggal úgy, hogy tavasszal 3 hét kihagyásra kényszerült combizomhúzódás miatt. Nem csak a Nemzeti Sport, hanem a 100% Fradi hetilap által indított „Az év középpályása” választáson is a 3. helyre rangsorolták a szurkolók, mi több az ftc.hu internetes oldalon leadott voksok alapján a „A bajnokság álomcsapatába” is bekerült.
- A harmadik szezon:

Az alapozásnál azonban saroksérülést szenvedett, s a kényszerpihenő után nehezen lendült formába, mellékvágányra került, kevesebb játéklehetőséget kapott többnyire csereként, ill. a tartalékcsapatban vitézkedhetett (ősszel 23 meccsből 9-en lépett pályára, ebből 3x kezdőként, 6x csereként). A téli alapozás során is apróbb sérülések hátráltatták, így Igornak csak percek jutottak a pályán. Aztán tavasszal csaknem féléves szünet után visszatért a kezdőcsapatba, de a következő fordulóban megsérül. Visszatért még a pályára a tavasz folyamán, de még a bajnokság vége előtt porcsérülés miatt térdműtétre kényszerült. A szezont 14 mérkőzésen 649 pályán töltött perccel zárta.
- A negyedik szezon:

Az új idényre való felkészülést már a társakkal kezdte meg, igaz eleinte csak kocogással, de az első előkészületi mérkőzésen már csereként a játékba is beszállhatott. Aztán amikor László Csaba került a kispadra, a 28 éves nemesócsai középpályás mellékvágányra került. Igornak esélye sem volt a játékra. Nehéz helyzetbe került, hisz azon a nyáron visszatért Sopronból a 21 éves Huszti Szabolcs, aki igazolta is az elvárásokat. Rajta kívül még Leandro is a vetélytársa volt, sőt László Csaba többször kijelentette, hogy posztján csak az ötödik számú játékos, ezért a vezetők felvetették, hogy fél évre kölcsönadnák Igort. A nagy munkabírású középpályás iránt élvonalbeli magyar klubok érdeklődtek, ám Szkukalek kijelentette: a Fradin kívül más Arany Ászok Ligában szereplő együttesben nem kíván szerepelni. A magyar ajánlatokra nemet mondott, csak külföldre távozott volna. A Fradi mestere közölte vele, ha továbbra is az Üllői úton marad, akkor továbbra is kerettag lesz. Ennek megfelelően az A-csapattal gyakorolt, de csak elvétve került a 18-as keretbe. A Tirana elleni hazai kupameccsen, valamint a Diósgyőrrel és a Nyíregyházával vívott Üllői úti bajnokin a cserepadot koptatta, emellett a zöld-fehérek fakócsapatában játszott, ugyanis az esetleges külföldi kérőre várva az átigazolási időszak lejártáig – sérüléstől tartva – nem vállalta a szereplést. A Pécs elleni kupa-találkozón hosszú idő után mégis pályára került, az utolsó tíz percre állt be. László Csaba edző visszautasította azt a felvetést, mely szerint ez egyfajta ajándék lett volna Szkukalek számára a nem túl sikeres őszi szezon végén. Szkukalek edzésmunkájával elégedett volt, ezért adta neki meg a lehetőséget. Úgy gondolta, a meccs előtt többet tett azért, hogy beállhasson, mint például Huszti. Aztán Igor helyet kapott a Hearts elleni találkozóra Skóciába utazó 18 fős keretben is. Erre az idényben nemzetközi kupameccsen csak a Tirana elleni BL-selejtezőben volt példa. Akkor is kispadon ült a nemesócsai származású középpályás, akinek elege lett a tétlenségből, játszani akart. Egyértelműen külföldön szerette volna folytatni, ám mivel még másfél éves megállapodás kötötte a Fradihoz, nem tolongtak a kérők. Annyit azért módosított korábbi álláspontján, hogy szerződése lejárta után lehet, egy magyar klubhoz igazol.
Aztán mégiscsak jött egy lehetőség: a Ferencváros nemesócsai labdarúgóját megkereste Antal Barnabás, a DAC korábbi elnöke, s azt kérdezte, nem volna-e kedve Ausztriába igazolni, mert a hetedik helyen álló gárda bal oldali középpályást keres. Igor a zöld-fehérek engedélyével három napot töltött az osztrák élvonalbeli Admiránál. Két-két edzésen vett részt, és egy előkészületi meccsen lépett pályára. Végig a pályán volt, az első félidőben középpályásként, a másodikban pedig balhátvédként szerepelt. Mivel 2006 júniusáig szerződése volt az Üllői úton, csak a zöld-fehérek beleegyezésével válthatott volna klubot. Ez nem tűnt komoly akadálynak, mert az anyagi gondokkal küszködő FTC vezérkara többször leszögezte, nem gördít akadályt a középpályás távozása elé. Az viszont nem volt túlságosan az ínyére Szkukaleknek, hogy az osztrák egyesület állítólag csak féléves megállapodást kínált a számára… Ígéreteik ellenére nem jelentkeztek az Admira képviselői, így Igor végül a Ferencvárossal kezdte meg a felkészülést. Helyet kapott az erdélyi edzőtáborba utazó keretben.
Aztán a tavasz most sem úgy indult Igor számára, ahogy ő azt eltervezte: edzésen Achilles-ínszakadást szenvedett. A gyakorlás zárószakászában történt a sérülés, gátfutó edzéseket végeztek, s az egyik gát átugrása után óriási fájdalmat érzett, s a földre rogyott. Fel akart állni, de nem tudott. Érezte, nagy baj van. A kórházban nem sokat teketóriáztak, s nem egész három órával a sérülés után már a Sportkórházban feküdt a műtőasztalon. A műtét után az orvosok féléves kényszerpihenőt helyeztek kilátásba. Rendkívül lassan javult az állapota. Április közepén végre megszabadulhatott a gipszcsizmától, május elejéig rögzítőt használt. Ellenőrzésre a budapesti Sportkórházba, rehabilitációs kezelésre pedig – Horváth Zoltán igazgatónak köszönhetően – a dunaszerdahelyi kórházba járt. A szezon végén, bár nem járt le a szerződése Szkukalek Igornak, a szakmai stáb nem ragaszkodott hozzá, megköszönték az együttműködést, a Ferencvárosból távozni kényszerült. Eleinte meg kellett eméssze a szerződésbontást, mivel váratlanul érte őt a dolog. Csalódott volt, hogy négy év után így kellett távoznia, főleg, hogy sérült is volt. Remélte, két hónapon belül teljes értékű edzésmunkát végezhet. A vártnál azonban jóval hamarabb rendbe jött. Június közepétől teljes intenzitással gyakorolt. Egy ideig a Fradival készült, aztán bejelentkeztek érte a pápaiak.
PÁPÁN:
Aránylag gyorsan megegyezett a vezetőkkel, s két évre szóló megállapodást írt alá. Öt hónap után végre mérkőzést is játszhatott, az Ankaraspor ellen balhátvédként 55 percet töltött a pályán. Sajnos, 2:0-ra kikaptak, de Szentes Lázár vezetőedző elégedett volt vele. A hosszú kényszerpihenőt követően végigjátszotta az őszi szezont, s bár a bajnokság első félideje sokkal gyengébbre sikeredett, mint ahogy szerették volna, nem bánta, hogy nyáron elfogadta a Lombard ajánlatát.
A téli szünetben aztán egy élvonalbeli portugál klub és a lengyel Grodzisk is érdeklődött iránta, ám konkrét ajánlatot nem tettek. Megkeresték a dunaszerdahelyiek és a szenciek is, de közölte velük, még néhány évig az élvonalban szeretne focizni. Ezt követően Gálfy György csallóközi menedzseren keresztül megszólították a trencséniek, akik balhátvédet kerestek, és Szkukaleket tartották a legjobbnak. Két edzés és egy előkészületi mérkőzés után Ladislav Hudec edző közölte, hogy szívesen látná őt csapatában, számít rá. Kedvező feltételeket kínáltak a trencséniek, előzetesen kétéves szerződésben állapodtak meg. Igorral már lényegében megegyeztek, de volt klubjával is dűlőre kellett jutni, ami végül sikerült is.
ÚJRA HAZAI KÖRNYEZETBEN:
TRENCSÉNBEN:
A tavaszi idény leteltével régi-új csapatában az első teljes szezonra alapos felkészüléssel hangolódott rá, aminek meg is lett az eredménye. Az első bajnokin tizenegyesből gólt szerzett, ami annak fényében nagy dolog, hogy a nemesócsai származású labdarúgó ritkán szokott a kapuba találni. Sajnos, már akkor sem volt teljesen egészséges. Fájt a térde, jegelni kellett a félidőben, de úgy érezte, nem nagy a baj. Aztán augusztusban elkerülhetetlen lett a térdműtét, így a 30 esztendős balhátvéd jó ideig nem erősítette a védelmet, kihagyta szinte az egész őszi idényt (csak egy meccsen játszott). Csak november végén kezdhette el az egyéni gyakorolásokat, a trencséni futballcsapat következő évi (2007) első edzésén viszont már teljes intenzitással gyakorolt. Örült, hogy teljesen rendbe jött, elege volt a hosszú kényszerpihenőből, alig várta már, hogy újra pályán lehessen. Tisztában volt azzal, hogy alaposan meg kell majd küzdenie a csapatba kerülésért, de egyáltalán nem zavarta, hogy a téli szünetben több új szerzemény érkezett hozzájuk. Bízott abban, hogy ott lesz a kezdőcsapatban, bár már a felkészülés alatt érezte, hogy nem nagyon számít rá a mester. Mégis Kellemetlenül meglepte Igort, hogy a nagyszombati nyitányon még a 18-as keretbe sem jelölte őt Vlastimil Palička edző, aki a tavaszi szezon elején mellőzte őt, eleinte még a cserepadon sem kapott helyet, így csak a lelátóról nézte a találkozót. Később a kispadon kapott helyet, majd a rossz rajt után visszakerült a kezdőcsapatba odahaza, a Dubnica ellen.
Ennek a szezonnak is vége lett, s Igor ismét teljes erőbedobással vetette bele magát a felkészülésbe. Semmi sem akadályozta őt abban, hogy mindent beleadva készüljön. Szkukalek szerződése az év végéig szólt, távozáson nem gondolkodott. Az előző idényben nem sokat rúgott labdába, most ennél jobbra számított. Hitte, hogy a csapat sem a kiesés ellen küzd majd.
VISSZA NEVELŐEGYESÜLETÉHEZ:
Aztán a dolgok másként alakultak: az őszi idény elején kétszer húsz percet játszott a trencséni gárdában, majd 2007 szeptemberében a magyar, a cseh és a szlovák élvonalbeli bajnokságot is megjárt harmincegy esztendős nemesócsai származású védőjátékos amatőrként féléves vendégjátékra a DAC csapatába igazolt, melynek mezében több éves szünet után ősszel feliratkozott a gólszerzők közé is.
ÚJRA MAGYARORSZÁGON:
VISSZATÉRÉS SZERETETT KLUBJÁBA:
Amikor letelt a féléves kölcsönjáték, Szkukalek Igor két és fél éves távollét után jelentkezett az akkor már az NB II Keleti csoportjában szereplő Ferencvárosnál. Mivel a Fradinak szüksége is volt balhátvédre, annál is inkább, mert Vasas Zoltán megsérült, az edző javasolta a szerződtetését. Januártól szabadon igazolható lett, így csak vele kell megegyezniük a klubvezetőknek. A középpályás másfél éves szerződést írt alá. Kezdettől a zöld-fehérekkel végezte az alapozást, jól játszott az előkészületi mérkőzéseken, egy nappal a tavaszi nyitány előtt azonban felmerült a probléma, hogy a 2007/2008-as bajnokságban már két csapatban, a trencséni AS-ben és DAC-ban játszott. A FIFA előírásai pedig nem engedik meg, hogy valaki egy bajnoki évadban kettőnél több együttesben lépjen pályára, így a felvidéki balhátvéd az első félévben tétmeccsen egyetlen percre sem állhatott be, pedig nagy szükség lett volna rá. Noha papírjai rendbenvoltak, a klub mégsem merte megkockáztatni szerepeltetését, a Fradi vezérkara attól tartott, hogy az ellenfelek megóvnák a meccseiket. A szükséges játékengedélyt a szövetségek kiadták, azonban vélhetően adminisztrációs hibák miatt olyan dokumentumokra alapozva, amelyek hiányosak, mert azon nem szerepelt a játékos legutolsó klubjának neve (Dunaszerdahely), ahol csak kölcsönben volt. Szkukalek Igor korábbi klubjai nem tájékoztatták arról a játékost, hogy ez gondot jelenthet az esetleges új igazolásnál, ezért a labdarúgó jóhiszeműen járt el ezen iratok beadásánál. A Fradi a FIFA-nál megtette a szükséges lépéseket, és hivatalos állásfoglalást kért az MLSZ-től is az Üllői úti klub, de a szövetség „továbbpasszolta” a papírokat az UEFA-hoz. Így aztán bár Szkukalek Igor együtt edzett a többiekkel, tétmérkőzésen nem játszhatott, csak a lelátóról nézte csapata mérkőzéseit.

## Eredményei
- Magyar bajnok: 2004
- Magyar bajnoki ezüstérmes: 2002, 2003
- MK győztes: 2003, 2004
- Szuperkupa győztes: 2004

## Külső hivatkozások
- Profilja a HLSZ.hu-n (magyarul)